# Куфонісі
Куфонісі (грец. Κουφονήσια) — острови в Егейському морі.

## Географія
Входить до групи невеликих островів Малі Кіклади. Географічно розташовані в південно-східній стороні від острова Наксос. Куфонісі складається з трьох основних островів, Като (нижній) і Пано (Верхній) Куфонісі і Керос, два з них нежилі. Площа острова Пано Куфонісі становить 3,5 км².
Згідно з переписом населення 2001, на острові проживало 366 осіб. Останнім часом основними заняттями жителів є рибальство.